# 1月9日
1月9日是公历（平年）一年中的第9天，离全年的结束还有356天（闰年则是357天）。

## 大事记

### 18世紀以前
- 475年：東羅馬帝國皇帝芝諾的大将巴西利斯库斯篡位。
- 1127年：金朝军队攻陷宋朝首都汴梁，掳走皇帝宋钦宗、太上皇宋徽宗等皇族，宣告北宋灭亡。
- 1150年：金熙宗被海陵王完顏亮所弒，完顏亮成為金國第四位皇帝。

### 18世紀
- 1768年：菲利普·阿斯托里（英语：Philip Astley）的马戏团在英国伦敦举行了第一场现代马戏表演。
- 1788年：康涅狄格殖民地成为美国的第五州份康涅狄格州。
- 1792年：俄羅斯帝國與鄂圖曼帝國在雅西簽署《雅西和約》，第六次俄土戰爭結束。

### 19世紀
- 1839年：法國科學院公開由發明家暨藝術家路易·達蓋爾以自己的名字命名的相片攝影技術達蓋爾銀版法。
- 1878年：意大利国王维托里奥·埃马努埃莱二世逝世，其子翁贝托一世继位成为新任国王。
- 1900年：意大利拉齐奥足球俱乐部成立。

### 20世紀
- 1909年：歐內斯特·沙克爾頓探險隊將英國國旗插在距南極180公里處，為當時最接近南極的探險隊。
- 1916年：鄂圖曼帝國軍隊在加里波利之戰中擊敗協約國軍隊，並佔領伊斯坦堡。
- 1917年：俄国各城市举行罢工反对战争。
- 1928年：蒋介石东山再起，复任革命军总司令。
- 1928年：斯大林将包括托洛茨基在内的反对人士赶出苏联。
- 1932年：英国照会日本，要求在中国东北实行门户开放。
- 1942年：第二次世界大战：日军宣布加大火力攻击英屬馬來亞（现今的马来西亚）首都吉隆坡。
- 1945年：第二次世界大戰：呂宋島戰役開始。
- 1946年：远东国际军事法庭开庭。
- 1948年：国际信鸽爱好者联合会在布鲁塞尔成立。[1]
- 1951年：联合国总部搬到纽约。
- 1960年：埃及阿斯旺水坝开工。
- 1968年：南非医生克里斯蒂安·巴纳德进行了世界上首例心脏移植手术。[2]
- 1968年：阿拉伯石油输出国组织成立[3]。
- 1972年：NBA球隊洛杉磯湖人在連勝33場後遭到密爾瓦基公鹿擊敗，但仍創下美國職業體壇中連勝最多場的紀錄。
- 1972年：船王董浩雲旗下的「伊利沙伯王后號」在改裝成海上學府期間著火焚毀，隨後沉入香港的維多利亞港。
- 1983年：孔塔多拉集团形成[來源請求]。
- 1988年：中華民國國家中山科學研究院上校張憲義叛逃至美國，最終導致中華民國政府被迫放棄發展核子武器。
- 1988年：許曹德和蔡有全台獨案出庭 [來源請求]。
- 1989年：澳門政府突然宣佈特赦境內所有未滿18歲的非法入境者。不少家長急忙帶同子女前往登記。這是澳門自1982年以來另一次特赦。
- 1992年：電波天文學家亞歷山大·沃爾茲森和戴爾·弗雷宣布發現兩顆圍繞脈衝星PSR B1257+12運行的行星，這被認為是首次明確探測到太陽系外行星。

### 21世紀
- 2005年：巴勒斯坦解放組織法塔赫候選人馬哈茂德·阿巴斯當選巴勒斯坦自治政府主席。
- 2007年：美國蘋果公司執行長史蒂夫·賈伯斯向公眾發表初代iPhone。
- 2010年：美国加利福尼亚州洪堡縣发生里氏6.5级地震。
- 2011年：伊朗航空公司一架波音727客机于当地时间19点45分在伊朗乌鲁米耶附近墜毀，造成77人死亡，28人受傷。
- 2018年：美國眾議院無異議通過台灣旅行法草案，送交美國參議院。美國參議院於2月28日一致通過台灣旅行法。
- 2022年：中華民國臺北市第五選舉區立法委員林昶佐的罷免案因未達到罷免門檻而遭到否決。
- 2022年：中華民國民主進步黨候選人林靜儀在臺中市第二選舉區的立法委員缺額補選中勝出。
- 2022年：美國紐約布朗克斯區一棟大型公寓發生嚴重火災，造成17人死亡和44人受傷。
- 2024年：由中國科學院國家空間科學中心、歐洲太空總署及馬克斯·普朗克地外物理研究所研發的愛因斯坦探針衛星乘長征二號丙運載火箭成功發射。

## 出生
- 1304年：北條高時，日本鎌倉幕府第十四代執權（1333年逝世）
- 1554年：教宗額我略十五世，羅馬主教（1623年逝世）
- 1624年：明正天皇，日本第109代天皇（1696年逝世）
- 1735年：约翰·杰维斯，英國皇家海軍元帥和國會議員（1823年逝世）
- 1757年：約翰·亞岱爾，美國拓荒者、軍人、政治家，曾任肯塔基州州長、聯邦眾議員和聯邦參議員（1840年逝世）
- 1807年：夏洛特，符腾堡王国公主和俄罗斯帝国大公夫人（1873年逝世）
- 1835年：岩崎彌太郎，日本企業家，三菱財閥奠基者（1885年逝世）
- 1839年：约翰·佩因，美國作曲家、美國本土第一位音樂教授（1906年逝世）
- 1864年：保羅·塞律西埃，法國後印象派畫家（1927年逝世）
- 1878年：约翰·华生，美國心理學家、廣告設計者，創立行為主義學派（1958年逝世）
- 1880年：C·哥頓·麥基，英國遠東商人和政治家，仁記洋行大班（1966年逝世）
- 1890年：库尔特·图霍夫斯基，德国记者、作家（1935年逝世）
- 1890年：卡雷尔·恰佩克，捷克作家（1938年逝世）
- 1896年：茅以升，中国桥梁建筑师（1989年逝世）
- 1897年：弗拉基米爾·帕雷，俄罗斯贵族和诗人（1918年逝世）
- 1897年：卡爾·洛維特，猶太裔德國哲學家（1973年逝世）
- 1901年：唐蘭，中國歷史學家、文字學家、青銅器專家（1979年逝世）
- 1908年：西蒙·波娃，法国存在主义作家、女權運動創始人之一，存在主義大師尚-保羅·沙特伴侶（1986年逝世）
- 1910年：米歇爾·阿弗拉克，敘利亞哲學家、社會學家、阿拉伯民族主義者（1989年逝世）
- 1913年：，美国第37任总统（1994年逝世）
- 1914年：肯尼·克拉克，法國爵士樂鼓手、樂隊指揮（1985年逝世）
- 1916年：阿蘭·貝爾納丁，法國商人、前衛藝術家（1994年逝世）
- 1920年：陸元九，中國陀螺儀及慣性導航專家（2023年逝世）
- 1921年：凱萊蒂·阿格奈什，匈牙利女子競技體操運動員（2025年逝世）
- 1922年：艾哈邁德·杜爾，幾內亞政治家、幾內亞共和國第一任總統（1984年逝世）
- 1922年：哈爾·葛賓·科拉納，美國分子生物學家，1968年諾貝爾生理學或醫學獎得主（2011年逝世）
- 1924年：谢尔盖·帕拉杰诺夫，蘇聯亞美尼亞族電影導演（1990年逝世）
- 1925年：李·范·克里夫，美國电影演员（1989年逝世）
- 1926年：喬治·莫德爾斯基，波蘭裔美國政治學家（2014年逝世）
- 1929年：海纳·穆勒，德國劇作家（1995年逝世）
- 1938年：大林宣彥，日本電影導演（2020年逝世）
- 1939年：苏珊娜·约克，英國舞台、電視和電影女演員（2011年逝世）
- 1940年：露特·德萊富斯，前瑞士聯邦總統
- 1941年：約翰·艾倫比，英國電腦工程師，Grid Systems創辦人（2016年逝世）
- 1941年：琼·贝兹，美國鄉村女歌手、作曲家
- 1942年：李健熙，韓國企業家，曾任三星集團會長（2020年逝世）
- 1944年：吉米·佩奇，英國吉他手、作曲家、音樂製作人，齊柏林飛船隊長
- 1951年：米歇爾·巴尼耶，法國政治人物，第104任法國總理
- 1954年：桐島聰，日本無政府主義者、恐怖分子（2024年逝世）
- 1955年：角谷美智子，日裔美籍文學評論家
- 1955年：蘇傑生，印度政治人物、外交官，現任印度外交部長
- 1955年：J·K·西蒙斯，美國男演員
- 1956年：伊美黛·史道頓，英國演員
- 1956年：史蒂夫·斯奎爾斯，美國地質學家、行星科學家
- 1958年：劉錫華，台灣配音員
- 1958年：莫梅特·阿加，土耳其穆斯林，曾刺杀若望·保禄二世
- 1959年：里戈韦塔·门楚，瓜地馬拉原住民，1992年諾貝爾和平獎得主
- 1963年：葉密豪，愛爾蘭語言學家
- 1965年：，美国篮球运动员
- 1967年：史蒂夫·哈維爾，美國男歌手，破嘴合唱團主唱（2023年逝世）
- 1970年：娜娜·费比安，比利时裔加拿大歌手
- 1970年：梁鉉錫，韓國音樂製作人、歌手
- 1971年：米凱莉，台灣女演員
- 1973年：尚恩·保罗，牙買加雷鬼音樂和嘻哈音樂歌手
- 1973年：朴星雄，韓國男演員
- 1974年：野瀨育二，日本男性聲優
- 1974年：岡本真夜，日本女性創作歌手
- 1974年：篠原健太，日本漫畫家
- 1974年：法罕·阿克塔爾，印度男演員、製片人、導演
- 1976年：保羅·瑟蒙德，美國政治人物，曾任南卡羅來納州聯邦參議員
- 1978年：，意大利足球運動員
- 1978年：A·J·迈克林，美國男歌手，新好男孩樂團成員
- 1979年：伴都美子，日本女歌手，大無限樂團主唱
- 1979年：王貽興，香港男作家、主持人
- 1980年：王祖藍，香港男演員、主持人、歌手
- 1980年：水澤史繪，日本女性聲優
- 1980年：塞爾希奧·加西亞，西班牙職業高爾夫球選手
- 1981年：，波蘭足球運動員
- 1981年：孫淑媚，台灣女歌手
- 1981年：格里塔·斯滕森，冰島足球運動員
- 1982年：凱薩琳·伊麗莎白，劍橋公爵夫人，威廉王子的妻子
- 1984年：楊子儀，台灣男藝人
- 1985年：胡安·弗朗西斯科·托雷斯，西班牙職業足球運動員
- 1987年：井上真央，日本女演員
- 1987年：甲斐麻美，日本女演員
- 1987年：盧卡斯·雷瓦，巴西職業足球運動員
- 1987年：保羅·努提尼，蘇格蘭歌手
- 1988年：林牧昕，台灣知名YouTuber團體這群人成員
- 1988年：李海娜，泰國女演員
- 1988年：馬克·哥薩斯，西班牙職業足球運動員
- 1989年：，美國職業籃球運動員
- 1989年：妮娜·杜波夫，保加利亞裔加拿大女演員
- 1989年：陳靜儀，香港女性模特兒
- 1989年：黃豪平，台灣男藝人
- 1989年：米雪拉·克拉查克，荷蘭職業網球運動員
- 1989年：簡懿佳，台灣前緯來體育新聞、TVBS新聞主播
- 1990年：史蒂凡娜·維祖高域，塞爾維亞女子排球運動員
- 1990年：南智賢，韓國女子偶像團體4minute隊長
- 1991年：艾拉羅，西班牙男歌手
- 1992年：方博，中國男子乒乓球運動員
- 1992年：虞承璇，台灣壹電視新聞台新聞主播
- 1993年：斯捷潘·塔拉巴爾卡，烏克蘭空軍少校，王牌飛行員（2022年逝世）
- 1993年：莊心妍，中國女歌手
- 1994年：子安光樹，日本男性聲優
- 1995年：荷承里，韓國女演員
- 1995年：多米尼克·利瓦科維奇，克羅埃西亞職業足球運動員
- 1997年：西畑大吾，日本男子偶像團體浪花男子成員
- 1998年：矢部昌暉，日本男子樂團DISH//成員
- 2001年：全珉奎，韓國男子偶像團體DKZ成員
- 2001年：羅德里戈·戈埃斯，巴西職業足球運動員
- 生年不详：小畑友紀，日本漫畫家

## 逝世
- 827年：唐敬宗李湛，唐朝皇帝（809年出生）
- 1150年：金熙宗完颜亶，金朝第三位皇帝（1119年出生）
- 1283年：文天祥，中国南宋抗元英雄、愛國诗人（1236年出生）
- 1463年：威廉·内维尔，英格兰贵族和士兵（约1405年出生）
- 1514年：布列塔尼的安妮，布列塔尼女公爵（1477年出生）
- 1529年：王守仁，明朝思想家（1472年出生）
- 1561年：尼子晴久，日本战国时代大名（1514年出生）
- 1571年：尼古拉·迪朗·德·維爾蓋尼翁，法國海軍上將（1510年出生）
- 1757年：贝尔纳·丰特奈尔，法国文学家（1657年出生）
- 1799年：瑪麗亞·加埃塔納·阿涅西，意大利數學家、哲學家（1718年出生）
- 1848年：卡羅琳·赫歇爾，英國天文學家（1750年出生）
- 1850年：佩德羅·阿方索，巴西帝國皇太子（1848年出生）
- 1873年：拿破仑三世，法兰西第二共和国总统，法兰西第二帝国皇帝（1808年出生）
- 1878年：维托里奥·埃马努埃莱二世，義大利國王（1820年出生）
- 1908年：威廉·布施，德國畫家（1832年出生）
- 1915年：杨守敬，清朝历史地理学家（1839年出生）
- 1923年：凱瑟琳·曼斯菲爾德，新西兰作家（1888年出生）
- 1927年：休斯頓·斯圖爾特·張伯倫，德国政治学家及作者，《十九世紀的基礎》作者（1855年出生）
- 1940年：J·C·W·貝克漢姆，美國政治家，肯塔基州州長及聯邦參議員（1869年出生）
- 1942年：希伯·柯蒂斯，美国天文学家（1872年出生）
- 1942年：杰尔兹·罗佐基，波兰数学家、密码学家（1909年出生）
- 1944年：安塔納斯·斯梅托納，第1、6任立陶宛總統（1874年出生）
- 1964年：哈莉黛·阿迪瓦尔，土耳其小说家及女权领袖（1884年出生）
- 1972年：梁思成，中國建築史學家、建築師、城市規劃師、教育家（1901年出生）
- 1975年：李富春，中国政治人物（1900年出生）
- 1976年：八馬真治，日本企業家（1909年出生）
- 1989年：比爾·泰瑞，美国棒球运动员（1898年出生）
- 1991年：西四辻公敬，日本企業家（1916年出生）
- 1995年：苏发努冯，老挝首任国家主席（1909年出生）
- 1996年：黃克競，香港企業家（1906年出生）
- 1998年：福井谦一，日本化学家，1981年诺贝尔化学奖得主（1918年出生）
- 2005年：吳勇，台灣基督教的長老，在華人基督教界頗具影響力的傳道人。(1920年出生)
- 2007年：让-皮埃尔·韦尔南，法国历史学家及人类学家（1914年出生）
- 2011年：雷潔瓊，中國社會學家、法學家、社會活動家、教育家（1905年出生）
- 2013年：詹姆斯·布坎南，美国经济学家（1919年出生）
- 2014年：李紹鴻，香港首任衛生署署長（1933年出生）
- 2014年：戴爾·莫滕森，美國經濟學家，2010年諾貝爾經濟學獎得主（1939年出生）
- 2017年：齐格蒙·鲍曼，波兰裔英国社会学家（1925年出生）
- 2019年：阿纳托利·伊万诺维奇·卢基扬诺夫，苏联最高苏维埃主席（1930年出生）
- 2019年：杨延文，中国山水画画家（1939年出生）
- 2021年：瓦連京·米哈伊洛維奇·西多羅夫，俄羅斯畫家（1928年出生）
- 2022年：海部俊樹，日本政治人物，第76、77任內閣總理大臣（1931年出生）
- 2022年：鮑勃·薩格，美國喜劇演員、演員、電視節目主持人（1956年出生）
- 2023年：卡尔·米勒，瑞士物理學家，1987年诺贝尔物理学奖得主（1917年出生）
- 2023年：萬桐書，中國民族音樂學家（1923年出生）
- 2023年：佐藤幹夫，日本數學家（1928年出生）
- 2023年：張金麟，中國工程師（1936年出生）
- 2023年：岸義人，日本有機合成化學家（1937年出生）
- 2023年：帕維爾·卡姆涅夫，俄羅斯火箭科學家（1937年出生）
- 2023年：張錩，中國雕塑家（1942年出生）

## 节假日和习俗
- 東方基督教：聖斯德望日
- 日本（淨土真宗）：報恩講（英语：Hōonkō）开始
- 印度：印度非居民节
- 菲律賓：黑拿撒勒人節
- 巴拿马：烈士節（英语：Martyrs' Day (Panama)）
- 塞族共和國：塞族共和国日